# 7 listopada
7 listopada jest 311. (w latach przestępnych 312.) dniem w kalendarzu gregoriańskim. Do końca roku pozostaje 54 dni.

## Święta
- Imieniny obchodzą: Achilles, Amaranta, Antoni, Engelbert, Florencjusz, Florenty, Gizbert, Herkulan, Hezychiusz, Ingarda, Karina, Longin, Longina, Melchior, Nikander, Nikandra, Przemił, Rufus, Wilibrord, Wincenty i Żelibrat
- Bangladesz – Święto Rewolucji
- Białoruś – Święto Rewolucji Październikowej
- Polska – Dzień Kotleta Schabowego
- dawn. Polska Rzeczpospolita Ludowa – dawne święto Rewolucji październikowej
- Tunezja – Święto Nowej Ery
- Międzynarodowe – Międzynarodowy Dzień Fizyki Medycznej
- Wspomnienia i święta w Kościele katolickim[1][2] obchodzą:
  - Św. Achillas z Aleksandrii (biskup)
  - św. Engelbert I z Kolonii (biskup)
  - św. Florencjusz (biskup Strasburga na przełomie VI i VII w.)
  - św. Herkulan z Perugii (zm. ok. 549; biskup i męczennik)
  - Bł. Łucja z Settefonti (zakonnica)
  - św. Wilibrord (apostoł Fryzów)

## Wydarzenia w Polsce
- 1407 – W Żorach zawarto rozejm kończący konflikt pomiędzy księciem cieszyńskim Przemysławem I Noszakiem a księciem opawskim Janem II Żelaznym.
- 1457 – Wojna trzynastoletnia: rozpoczęła się wyprawa 4000 zbrojnych z Torunia, osłanianych przez uzbrojone łodzie, w celu zniesienia blokady twierdzy malborskiej.
- 1531 – Hetman wielki koronny Jan Amor Tarnowski wjechał triumfalnie do Krakowa z jeńcami i łupami po wielkim zwycięstwie nad Mołdawianami w bitwie pod Obertynem podczas wojny o Pokucie.
- 1575 – Rozpoczął obrady Sejm elekcyjny, który wybrał na króla Stefana Batorego.
- 1602 – Papież Klemens VIII wydał bullę kanonizacyjną Kazimierza Jagiellończyka.
- 1704 – III wojna północna: strategiczne zwycięstwo wojsk saskich nad szwedzkimi w bitwie pod Poniecem.
- 1820 – Założono Wyższe Seminarium Duchowne w Sandomierzu.
- 1870 – W Krakowie schwytano słynną Galicyjską trucicielkę, Katarzynę Onyszkiewiczową.
- 1900 – Rozpoczęto wydobycie w dzisiejszej KWK „Wujek” w Katowicach.
- 1906 – Puławy uzyskały prawa miejskie.
- 1912 – Otwarto dzisiejszy Kinoteatr „Rialto” w Katowicach.
- 1914 – W Warszawie otwarto Dom Towarowy Braci Jabłkowskich.
- 1918 – Utworzono Tymczasowy Rząd Ludowy Republiki Polskiej w Lublinie pod przewodnictwem Ignacego Daszyńskiego.
- 1922 – Ks. August Hlond został mianowany przez papieża Piusa XI administratorem apostolskim w Katowicach, w części diecezji wrocławskiej przyznanej Polsce w wyniku plebiscytu.
- 1939:
  - Gubernator Hans Frank zamieszkał na Wawelu.
  - Mord na Wzgórzach Morzewskich (Wielkopolska) na 39 osobach narodowości polskiej i 2 narodowości niemieckiej.
  - Premier RP na uchodźstwie gen. Władysław Sikorski został mianowany przez prezydenta Władysława Raczkiewicza Naczelnym Wodzem i Generalnym Inspektorem Sił Zbrojnych.
  - W Kościanie Niemcy rozstrzelali 45 mieszkańców miasta.
- 1942 – Oddział Gwardii Ludowej zaatakował obóz pracy przymusowej dla Żydów w Janiszowie koło Kraśnika, uwalniając ok. 500 więźniów i zabijając jego komendanta.
- 1951 – Rozpoczęto seryjną produkcję samochodu ciężarowego FSC Lublin-51.
- 1964 – Seryjny morderca Zdzisław Marchwicki („Wampir z Zagłębia”) zamordował w Dąbrówce Małej swą pierwszą ofiarę.
- 1968 – Premiera filmu Lalka w reżyserii Wojciecha Jerzego Hasa.
- 1977 – Założono Polski Związek Badmintona.
- 1981 – Płk Ryszard Kukliński został ewakuowany z Polski przez funkcjonariuszy CIA.
- 1995 – Założono Polski Związek Felinologiczny.
- 1999 – Na antenie TVP2 wyemitowano 1. odcinek serialu Na dobre i na złe.
- 2012 – Wyłączono pierwsze nadajniki (Zielona Góra i Żagań) naziemnej telewizji analogowej.
- 2014 – Oddano do użytku obwodnicę Augustowa.
- 2015 – Władysław Kosiniak-Kamysz został prezesem PSL.

## Wydarzenia na świecie

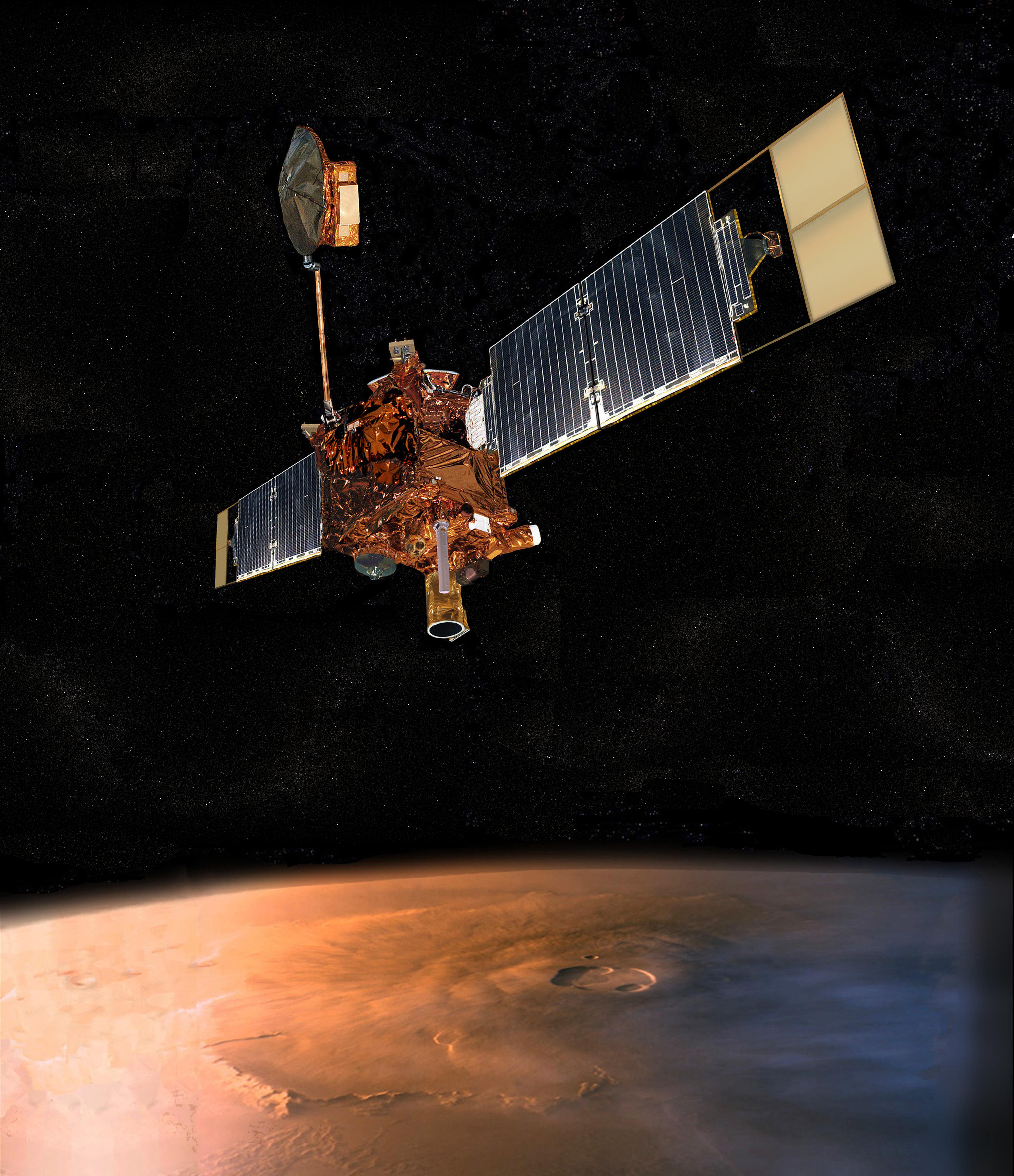
Artystyczna wizja sondy Mars Global Surveyor na marsjańskiej orbicie

- 335 – Św. Atanazy został na rozkaz cesarza Konstantyna I Wielkiego wygnany z Konstantynopola i udał się do Trewiru.
- 680 – Rozpoczął się sobór konstantynopolitański III.
- 921 – Władcy wschodniego i zachodniego królestwa Franków, Henryk I Ptasznik i Karol III Prostak, uznali nawzajem w traktacie z Bonn niezależność swoich państw.
- 1225 – Arcybiskup Kolonii Engelbert I został napadnięty i zamordowany w Gevelsbergu przez swego kuzyna Fryderyka z Isenbergu.
- 1455 – Po 24 latach od spalenia na stosie rozpoczął się w katedrze Notre-Dame w Paryżu proces rehabilitacyjny Joanny d’Arc.
- 1491 – Król Niemiec Maksymilian I Habsburg zmusił króla Czech i Węgier Władysława II Jagiellończyka do podpisania układu z Preszburga (Bratysławy), który stanowił, że Habsburgowie przejmą Czechy i Węgry w razie jego bezpotomnej śmierci.
- 1497 – Filibert II Piękny został księciem Sabaudii.
- 1612 – Wielka smuta: kapitulacja polskiej załogi na Kremlu w Moskwie. Po zdobyciu przez Rosjan Kitajgrodu, w obliczu braku żywności i bez nadziei na odsiecz, dowodzący polską załogą na oblężonym Kremlu pułkownik Mikołaj Struś poddał placówkę (28 października według starego stylu).
- 1619 – W Pradze odbyła się koronacja na królową Czech Elżbiety Stuart, żony elektora Palatynatu i króla Czech Fryderyka V.
- 1659 – Zawarto pokój pirenejski na mocy którego Hiszpania zrzekła się ziem niderlandzkich na korzyść Francji.
- 1665 – Ukazało się pierwsze wydanie najstarszego brytyjskiego dziennika „London Gazette”.
- 1716 – Archidiecezja lizbońska została podniesiona do rangi patriarchatu.
- 1733:
  - Książę Monako Jakub I Grimaldi abdykował na rzecz swego syna Honoriusza III.
  - W Eskurialu podpisano sojusz francusko-hiszpański, zwany paktem familijnym.
- 1769 – Założono Uniwersytet Semmelweisa w Budapeszcie.
- 1775 – 26-letni Johann Wolfgang von Goethe przybył do Weimaru, gdzie spędził resztę życia.
- 1791 – W Dublinie oddano do użytku The Custom House.
- 1801 – W Paryżu włoski fizyk i wynalazca Alessandro Volta zademonstrował francuskim akademikom i Napoleonowi Bonapartemu działanie swego ogniwa elektrycznego.
- 1808 – Wojna na Półwyspie Iberyjskim: zwycięstwo wojsk francuskich nad hiszpańskimi w bitwie pod Burgos.
- 1811 – Zwycięstwo armii amerykańskiej nad konfederacją Indian pod wodzą Tecumseha w bitwie pod Tippecanoe (Indiana).
- 1835 – Utworzono pierwszy rząd Republiki Teksasu.
- 1848 – Zachary Taylor wygrał wybory prezydenckie w USA.
- 1852 – Prezydent Francji Ludwik Napoleon Bonaparte w nowym referendum uzyskał potwierdzenie poparcia dla swego pomysłu zwieńczenia procesu przejmowania władzy poprzez oficjalną likwidację republiki i jej instytucji oraz zmianę nazwy kraju na II Cesarstwo, z sobą samym jako cesarzem Napoleonem III Bonaparte.
- 1854 – Od 80 do 100 tysięcy osób zginęło w serii trzech trzęsień ziemi i wywołanych nimi fal tsunami (w dniach 4-7 listopada) w rejonie japońskich wysp Kiusiu i Sikoku.
- 1861 – Wojna secesyjna: zwycięstwo Konfederatów w bitwie pod Belmont i Unionistów w bitwie o Port Royal.
- 1866 – Uruchomiono pierwszą linię kolejową w Bułgarii (Ruse-Warna).
- 1873 – Alexander Mackenzie został premierem Kanady.
- 1885 – Uruchomiono Kolej Transkanadyjską.
- 1892 – Została odkryta kometa okresowa 17P/Holmes.
- 1893:
  - Podczas przedstawienia w barcelońskim Gran Teatre del Liceu anarchista Santiago Salvador dokonał zamachu z użyciem dwóch bomb Orsiniego (z których jedna nie wybuchła), w wyniku czego zginęło 20 widzów, a 35 osób zostało rannych.
  - W Kolorado kobiety uzyskały prawa wyborcze.
- 1899 – W chorwackiej Rijece uruchomiono komunikację tramwajową.
- 1902 – Założono miasto Mountain View, leżące na terenie dzisiejszej Doliny Krzemowej w Kalifornii.
- 1905 – Karl Staaff został premierem Szwecji.
- 1907 – Pracownik kolei Jesus Garcia Corona wyjechał z meksykańskiego miasta Nacozari de García płonącym pociągiem przewożącym dynamit, prawdopodobnie ratując życie wielu osób. Po minięciu dwóch ostatnich domów doszło do eksplozji, w wyniku której zginęło 13 osób, w tym Corona, którego ciała nie odnaleziono.
- 1908 – W strzelaninie w San Vicente w południowej Boliwii zginęli uciekający przed amerykańskim wymiarem sprawiedliwości rewolwerowcy Butch Cassidy i Sundance Kid.
- 1909 – Amerykański astronom Joel Hastings Metcalf odkrył planetoidy: (694) Ekard i (695) Bella.
- 1911 – Maria Skłodowska-Curie została ogłoszona laureatką Nagrody Nobla w dziedzinie chemii.
- 1914:
  - I wojna światowa: kapitulacja wojsk niemieckich i austro-węgierskich w oblężonym przez wojska japońskie i brytyjskie porcie Qingdao w Chinach, będącym główną bazą Niemieckiej Eskadry Wschodnioazjatyckiej.
  - Joseph Davilmar Théodore został prezydentem Haiti.
  - Premiera filmu niemego Jego muzyczna kariera w reżyserii Charliego Chaplina.
  - Ukazało się pierwsze wydanie amerykańskiego dwutygodnika „The New Republic”.
- 1915 – Stefanos Skuludis został premierem Grecji.
- 1916 – Ubiegający się o reelekcję Thomas Woodrow Wilson wygrał wybory prezydenckie w USA.
- 1917:
  - I wojna światowa: wojska brytyjskie zdobyły port i twierdzę Gaza.
  - Krążownik „Aurora” oddał wystrzał dając tym sygnał do rozpoczęcia rewolucji październikowej w Rosji.
- 1918 – Rewolucja listopadowa w Niemczech: Kurt Eisner proklamował Wolne Państwo Bawarię i doprowadził do detronizacji Wittelsbachów.
- 1927 – W rosyjskiej Tule wyjechał na trasę pierwszy tramwaj elektryczny.
- 1929:
  - Rozpoczęła działalność Giełda Papierów Wartościowych w marokańskiej Casablance.
  - Uruchomiono komunikację tramwajową w Permie i Swierdłowsku (Jekaterynburgu).
  - W Nowym Jorku otwarto Museum of Modern Art.
- 1931 – Powstała Chińska Republika Rad.
- 1936 – Uruchomiono komunikację tramwajową w Omsku.
- 1938 – Herschel Grynszpan, w proteście przeciw sytuacji Żydów w Niemczech zastrzelił w Paryżu trzeciego sekretarza ambasady niemieckiej Ernsta vom Ratha. Wydarzenie to stało się pretekstem dla dalszych prześladowań → noc kryształowa.
- 1940:
  - Premier Éamon de Valera odrzucił wniosek o udostępnienie lub wydzierżawienie Wielkiej Brytanii strategicznych portów morskich i baz lotniczych na terytorium Irlandii.
  - W wyniku wibracji wywołanych sztormem w Tacomie w stanie Waszyngton zawalił się most drogowy.
- 1941:
  - Japoński ambasador Kichisaburō Nomura oraz jego specjalny doradca Saburō Kurusu przedstawili amerykańskiemu sekretarzowi stanu Cordellowi Hullowi dwa projekty porozumienia obejmującego uregulowanie wszystkich spraw w Azji Południowo-Wschodniej i w Chinach. Równocześnie strona japońska określiła ostateczny termin zaakceptowania porozumienia na 25 listopada.
  - Front wschodni: samolot Luftwaffe storpedował na Morzu Czarnym radziecki statek szpitalny „Armenija”, w wyniku czego zginęło ponad 5 tys. osób.
  - Front wschodni: z okazji 24. rocznicy rewolucji październikowej w Moskwie odbyła się defilada Armii Czerwonej, po zakończeniu której wszystkie biorące w niej udział oddziały wyruszyły na front.
- 1942 – Przywódca antysowieckiego powstania w Czeczeno-Inguszetii Majrbiek Szeripow został zabity przez specjalny oddział NKWD.
- 1944:
  - Urzędujący prezydent USA Franklin Delano Roosevelt został wybrany na IV kadencję.
  - Wojna na Pacyfiku:u wybrzeży japońskiej wyspy Hokkaido zatonął po wejściu na minę amerykański okręt podwodny USS „Albacore” wraz z 86 członkami załogi.
  - W Tokio zostali powieszeni podwójny agent (radziecki i niemiecki) Richard Sorge i jego informator Hotsumi Ozaki.
- 1945:
  - 130-140 Żydów zginęło w pogromie w stolicy Libii Trypolisie (5-7 listopada).
  - Knud Kristensen został premierem Danii.
- 1947 – W Albanii otwarto pierwszą standardową linię kolejową łączącą Peqin i Durrës (42,6 km).
- 1948 – Została założona indonezyjska partia polityczna o profilu narodowo-komunistycznym Murba.
- 1949 – W Gorkim (Niżnym Nowogrodzie) odbyła się prezentacja samochodu osobowego GAZ-12 ZIM.
- 1950 – 3-letni Gyanendra Bir Bikram Shah Dev został królem Nepalu.
- 1951 – Frank Sinatra ożenił się z aktorką Avą Gardner.
- 1956:
  - Kryzys sueski: Zgromadzenie Ogólne ONZ przyjęło rezolucję nr 1001 powołującą międzynarodowe siły UNEF do nadzorowania zawieszenia broni między Egiptem a Izraelem.
  - Powstanie węgierskie: do Budapesztu przybył utworzony w Szolnoku marionetkowy Rewolucyjny Rząd Robotniczo-Chłopski z Jánosem Kádárem na czele.
- 1957 – W fabryce w Zwickau z linii produkcyjnej zjechał pierwszy Trabant.
- 1960 – Założono linie lotnicze Air Greenland.
- 1961 – Stalingrad przemianowano na Wołgograd.
- 1963 – Carole Joan Crawford z Jamajki zdobyła w Londynie tytuł Miss World 1963.
- 1966 – Premiera filmu Matnia w reżyserii Romana Polańskiego.
- 1967 – Otwarto Międzyamerykańskie Obserwatorium Cerro Tololo w północnym Chile.
- 1968 – Podczas zjazdu CDU w Berlinie Zachodnim dziennikarka Beate Klarsfeld spoliczkowała kanclerza RFN Kurta Georga Kiesingera, nazywając go przy tym nazistą.
- 1969 – Bahi Ladgham został premierem Tunezji.
- 1970 – Uformował się najbardziej zabójczy w historii cyklon Bhola, który w następnych dniach zabił około 500 tys. osób w Pakistanie Wschodnim (obecnie Bangladesz).
- 1972 – Richard Nixon wygrał wybory prezydenckie w USA.
- 1973 – Pakistan wystąpił z Organizacji Paktu Azji Południowo-Wschodniej (SEATO).
- 1974 – Lord Richard Bingham zamordował w Londynie opiekunkę swoich dzieci i ciężko zranił żonę z którą był w separacji, po czym zaginął bez śladu.
- 1976 – Dokonano oblotu francuskiego samolotu biznesowego Dassault Falcon 50.
- 1981 – Z kościoła San Geremia w Wenecji skradziono zmumifikowane zwłoki św. Łucji z Syrakuz. Odzyskano je 13 grudnia tego roku.
- 1982 – W Górnej Wolcie (obecnie Burkina Faso) w wojskowym zamachu stanu został obalony prezydent Sayell Zerbo.
- 1985 – Ponad 100 osób (w tym 11 sędziów Sądu Najwyższego Kolumbii) zginęło w czasie ataku armii kolumbijskiej na Pałac Sprawiedliwości w Bogocie, zajęty przez partyzantów z grupy M-19.
- 1987 – W Tunezji premier Zajn al-Abidin ibn Ali odsunął od władzy prezydenta Habiba Burgibę.
- 1990:
  - Alassane Ouattara został premierem Wybrzeża Kości Słoniowej.
  - Mary Robinson wygrała wybory prezydenckie w Irlandii.
- 1991:
  - 51 osób zginęło w katastrofie samolotu Jak-40 w rosyjskiej Machaczkale.
  - Amerykański koszykarz Magic Johnson poinformował, że jest nosicielem wirusa HIV i zakończył karierę sportową.
- 1992 – Powstał zespół akrobacyjny Tureckich Sił Powietrznych Türk Yıldızları (Tureckie Gwiazdy).
- 1995 – Claudette Werleigh została pierwszą kobietą-premierem Haiti.
- 1996 – 144 osoby zginęły w spowodowanej błędem pilota katastrofie lotu ADC Airlines 86 w Nigerii.
- 2000 – George W. Bush wygrał wybory prezydenckie w USA.
- 2001 – Odbył się ostatni rejs samolotu belgijskich linii Sabena.
- 2002 – Einars Repše został premierem Łotwy.
- 2003 – Tajwan i Kiribati nawiązały stosunki dyplomatyczne.
- 2004:
  - Odkryto planetoidę (144898) 2004 VD17, która 4 maja 2102 roku może uderzyć w Ziemię.
  - W Iraku rozpoczęła się II bitwa o Faludżę.
- 2005:
  - Nastąpiła eskalacja zamieszek na przedmieściach Paryża i w innych częściach Francji, zamieszkanych przez emigrantów z Afryki Północnej. Zginęła jedna osoba, spłonęło ponad 1400 samochodów, w tym polski autokar.
  - Stolica Birmy została przeniesiona z Rangunu do Naypyidaw.
- 2006 – W USA odbyły się wybory przedstawicieli do Izby Reprezentantów, 33 senatorów do 100-osobowego Senatu i 36 z 50 gubernatorów stanowych.
- 2007:
  - 9 osób zginęło (w tym sprawca, który popełnił samobójstwo), a 10 zostało rannych w wyniku strzelaniny w szkole średniej w fińskim mieście Tuusula.
  - Prezydent Micheil Saakaszwili wprowadził stan wyjątkowy w Gruzji.
- 2010:
  - Alpha Condé zwyciężył w II turze wyborów prezydenckich w Gwinei.
  - Papież Benedykt XVI konsekrował Bazylikę Świętej Rodziny (Sagrada Familia) w Barcelonie, podnosząc ją do godności bazyliki mniejszej.
- 2012 – 44 osoby zginęły, a 150 zostało rannych w wyniku trzęsienia ziemi w Gwatemali.
- 2014 – Bojko Borisow został po raz drugi premierem Bułgarii.
- 2015 – W centrum Edynburga odsłonięto naturalnej wielkości pomnik niedźwiedzia Wojtka, walczącego podczas II wojny światowej u boku żołnierzy armii gen. Władysława Andersa.
- 2018 – 28-letni były żołnierz Ian David Long otworzył ogień w barze w mieście Thousand Oaks w Kalifornii zabijając 12 i raniąc 10 osób, po czym popełnił samobójstwo.
- 2020 – Konflikt w Górskim Karabachu: wojska azerskie zdobyły miasto Şuşa.

## Zdarzenia astronomiczne ieksploracja kosmosu
- 1631 – Tranzyt Merkurego.
- 1967 – Wystrzelono amerykańską sondę księżycową Surveyor 6.
- 1996 – Wystrzelono amerykańską sondę Mars Global Surveyor.

## Urodzili się
- 630 – Konstans II, cesarz bizantyński (zm. 668)
- 994 – Ibn Hazm, andaluzyjski filozof i teolog muzułmański (zm. 1069)
- 1456 – Małgorzata Wittelsbach, księżniczka bawarska, księżna palatynacka (zm. 1501)
- 1474 – Lorenzo Campeggio, włoski kardynał (zm. 1539)
- 1593 – Willem van Haecht, flamandzki malarz (zm. 1637)
- 1598 – (data chrztu) Francisco de Zurbarán, hiszpański malarz (zm. 1664)
- 1604 – Bernard z Offidy, włoski kapucyn, błogosławiony (zm. 1694)
- 1615 – Raimondo Capizucchi, włoski kardynał (zm. 1695)
- 1627 – Jan Jerzy II, książę Anhalt-Dessau (zm. 1693)
- 1635 – (data chrztu) José Antolínez, hiszpański malarz (zm. 1675)
- 1650 – John Robinson, angielski duchowny anglikański, biskup Bristolu i Londynu, dyplomata (zm. 1723)
- 1674 – Christian III Wittelsbach, hrabia palatyn i książę Palatynatu-Zweibrücken-Birkenfeld (zm. 1735)
- 1677 – Magdalena Wilhelmina, księżniczka wirtemberska, margrabina Badenii-Durlach (zm. 1742)
- 1680 – Chrystian III Maurycy, książę Saksonii-Meresburg (zm. 1694)
- 1684 – Petrus Johannes Meindaerts, holenderski duchowny starokatolicki, arcybiskup Utrechtu (zm. 1767)
- 1687 – William Stukeley, brytyjski duchowny anglikański, lekarz, badacz starożytności (zm. 1765)
- 1706 – Carlo Cecere, włoski kompozytor (zm. 1761)
- 1720 – Herakliusz II, król Kachetii i Kartlii (zm. 1798)
- 1728 – James Cook, angielski żeglarz, odkrywca (zm. 1779)
- 1742 – Karol Ogrodowicz, polski szlachcic, burmistrz Pyzdr (zm. 1824)
- 1745 – Pietro Antonio Zorzi, włoski duchowny katolicki, arcybiskup Udine, kardynał (zm. 1803)
- 1750 – Friedrich Leopold zu Stolberg-Stolberg, niemiecki poeta, dyplomata w służbie duńskiej (zm. 1819)
- 1759 – Jean Antoine Rossignol, francuski generał, rewolucjonista (zm. 1802)
- 1760 – Jean-Baptiste Dumonceau, francuski i holenderski dowódca wojskowy (zm. 1821)
- 1763 – Benedict Joseph Flaget, amerykański duchowny katolicki, arcybiskup Bardstown pochodzenia francuskiego (zm. 1850)
- 1769 – William Sturges Bourne, brytyjski polityk (zm. 1845)
- 1776 – James Abercromby, brytyjski arystokrata, prawnik, polityk (zm. 1858)
- 1783 – James Turner, amerykański polityk (zm. 1861)
- 1785 – Friedrich Kalkbrenner, niemiecki pianista, kompozytor (zm. 1849)
- 1787 – Vuk Karadžić, serbski myśliciel, językoznawca, pisarz, leksykograf, etnograf (zm. 1864)
- 1790 – Karol Podczaszyński, polski architekt (zm. 1860)
- 1801 – Robert Dale Owen, amerykański polityk, dyplomata, spirytysta pochodzenia szkockiego (zm. 1877)
- 1808 – Władysław Plater, polski hrabia, dziennikarz, polityk, działacz emigracyjny (zm. 1889)
- 1810 – Ferenc Erkel, węgierski kompozytor, pianista, dyrygent (zm. 1893)
- 1811 – Karel Jaromír Erben, czeski etnograf, historyk, pisarz (zm. 1870)
- 1818 – Emil du Bois-Reymond, niemiecki lekarz, zoolog (zm. 1896)
- 1828 – Paul-Jacques-Aimé Baudry, francuski malarz (zm. 1886)
- 1829 – Andrzej Rydzowski, polski prawnik, wykładowca akademicki, polityk (zm. 1881)
- 1831:
  - Melania Calvat, francuska karmelitanka (zm. 1904)
  - Bernard Maria Silvestrelli, włoski pasjonista, błogosławiony (zm. 1911)
  - Leonard Sowiński, polski poeta, historyk literatury, tłumacz, polityk (zm. 1887)
- 1832 – Andrew Dickson White, amerykański historyk, dyplomata (zm. 1918)
- 1834 – Włodzimierz Zagórski, polski pisarz, satyryk, oficer armii austriackiej (zm. 1902)
- 1838 – Auguste de Villiers de L’Isle-Adam, francuski pisarz (zm. 1889)
- 1841 – Daniel Filleborn, polski śpiewak operowy (tenor) (zm. 1904)
- 1845 – Ottavio Cagiano de Azevedo, włoski kardynał (zm. 1927)
- 1846 – Ignaz Brüll, austriacki pianista, kompozytor pochodzenia morawskiego (zm. 1907)
- 1847 – Lotta Crabtree, amerykańska aktorka (zm. 1924)
- 1849:
  - Adolf Abrahamowicz, polski komediopisarz pochodzenia ormiańskiego (zm. 1899)
  - Józef Chełmoński, polski malarz (zm. 1914)
- 1851 – Andrzej Kędzior, polski polityk, minister robót publicznych (zm. 1938)
- 1852:
  - Adolf Dietzius, polski lekarz, polityk (zm. 1920)
  - Theodor Kaes, niemiecki neurolog (zm. 1913)
  - Fritz Scheel, niemiecki dyrygent, skrzypek (zm. 1907)
- 1854 – Ernest Babelon, francuski historyk, bibliotekarz, numizmatyk, gliptograf (zm. 1924)
- 1855:
  - Edwin Hall, amerykański fizyk, wykładowca akademicki (zm. 1938)
  - William D. Jelks, amerykański polityk (zm. 1931)
- 1857:
  - Dmytro Bahalij, ukraiński historyk, kulturoznawca (zm. 1932)
  - Adolf Ónodi, węgierski chirurg, laryngolog (zm. 1919)
- 1858 – Willibald Hentschel, niemiecki naukowiec, polityk, pisarz (zm. 1947)
- 1859 – Dimityr Tonczew, bułgarski prawnik, polityk (zm. 1937)
- 1860:
  - Edward Millen, australijski dziennikarz, polityk pochodzenia brytyjskiego (zm. 1923)
  - Paul Peel, kanadyjski malarz (zm. 1892)
- 1861 – Tomás Regalado, salwadorski generał, polityk, prezydent Salwadoru (zm. 1906)
- 1862 – Grégoire Le Roy, belgijski poeta, prozaik, malarz, grafik, krytyk sztuki (zm. 1941)
- 1864 – Frans Ali Krogius, fiński chirurg (zm. 1939)
- 1866 – Paul Lincke, niemiecki kompozytor (zm. 1946)
- 1867 – Maria Skłodowska-Curie, polska fizyk, chemik, dwukrotna laureatka Nagrody Nobla (zm. 1934)
- 1868:
  - Delfim Moreira, brazylijski polityk (zm. 1920)
  - Teodor Spiralski, polski działacz narodowy i ludowy (zm. 1940)
- 1869 – Kálmán Kánya, węgierski polityk, dyplomata (zm. 1945)
- 1876 – Paweł Meléndez Gonzalo, hiszpański prawnik, dziennikarz, męczennik, błogosławiony (zm. 1936)
- 1879 – Lew Trocki, rosyjski działacz komunistyczny, polityk, ludowy komisarz spraw zagranicznych pochodzenia żydowskiego (zm. 1940)
- 1880 – Hans Walter Gruhle, niemiecki psychiatra (zm. 1958)
- 1881:
  - Leon Jaworski, polski dyrygent chórów, pedagog (zm. 1939)
  - Siergiej Mierkurow, rosyjski rzeźbiarz (zm. 1952)
- 1883 – Valerio Valeri, włoski kardynał, nuncjusz apostolski (zm. 1963)
- 1885:
  - Frank Knight, amerykański ekonomista (zm. 1972)
  - Sabina Spielrein, rosyjska psychiatra, psychoanalityk pochodzenia żydowskiego (zm. 1942)
  - Stanisław Strzelecki, polski oficer (zm. 1915)
- 1886 – Aron Nimzowitsch, łotewski szachista (zm. 1935)
- 1887 – Boris Szyriajew, rosyjski dziennikarz, pisarz, żołnierz Rosyjskiej Armii Wyzwoleńczej (zm. 1959)
- 1888:
  - Juliusz Kalinowski, polski aktor (zm. 1983)
  - Chandrasekhara Venkata Raman, indyjski fizyk, laureat Nagrody Nobla (zm. 1970)
- 1889 – Stanisław Kubicki, polski malarz, grafik, poeta, publicysta (zm. 1942)
- 1890 – Sven Salén, szwedzki żeglarz sportowy (zm. 1969)
- 1891:
  - Luis Concha Córdoba, kolumbijski duchowny katolicki, arcybiskup Bogoty, kardynał (zm. 1975)
  - Dmitrij Furmanow, rosyjski pisarz, rewolucjonista, dowódca wojskowy (zm. 1926)
  - Franciszek Urbański, polski związkowiec, polityk, poseł na Sejm RP (zm. 1949)
- 1892:
  - Edward Cline, amerykański reżyser filmowy, aktor (zm. 1961)
  - Stanisław Głąbiński, polski duchowny katolicki (zm. 1965)
  - Halina Jaroszewiczowa, polska polityk, poseł na Sejm i senator RP, działaczka niepodległościowa i społeczna (zm. 1940)
- 1896 – Michaił Kudzielka, białoruski pisarz, dziennikarz (zm. 1938)
- 1897:
  - Herman J. Mankiewicz, amerykański pisarz, scenarzysta i producent filmowy pochodzenia żydowskiego (zm. 1953)
  - Ruth Pitter, brytyjska poetka (zm. 1992)
- 1899:
  - Oscar Andrén, szwedzki bokser (zm. 1981)
  - Kazimierz Laskowski, polski major, sportowiec, instruktor, trener, sędzia, działacz społeczny, popularyzator sportu i wychowania fizycznego (zm. 1961)
  - Lothar Nordheim, niemiecki fizyk teoretyk pochodzenia żydowskiego (zm. 1985)
  - Stanisław Swianiewicz, polski ekonomista, prawnik, sowietolog, pisarz, wykładowca akademicki (zm. 1997)
- 1900 – Włodzimierz Godłowski, polski porucznik rezerwy służby zdrowia, neurolog, psychiatra (zm. 1940)
- 1901:
  - Tadeusz Bocheński, polski geolog, paleontolog, wykładowca akademicki (zm. 1958)
  - Wergił Dimow, bułgarski prawnik, polityk (zm. 1979)
- 1902 – Zdzisław Przebindowski, polski malarz, pedagog (zm. 1986)
- 1903:
  - Dean Jagger, amerykański aktor (zm. 1991)
  - Konrad Lorenz, austriacki zoolog, ornitolog, laureat Nagrody Nobla (zm. 1989)
- 1904:
  - Antoni Korzycki, polski polityk (zm. 1990)
  - Aały Tokombajew, kirgiski pisarz (zm. 1988)
- 1905:
  - William Alwyn, brytyjski kompozytor, pisarz, malarz (zm. 1985)
  - Gieorgij Bieriozko, rosyjski pisarz, scenarzysta filmowy (zm. 1982)
  - Halina Bretsznajder, polska harcerka, oficer AK (zm. 1942)
  - Dmitrij Brieżniew, rosyjski botanik, wykładowca akademicki (zm. 1982)
- 1906:
  - Konstantin Gruszewoj, radziecki generał pułkownik, polityk (zm. 1982)
  - Walter M. Scott, amerykański scenograf filmowy, dekorator wnętrz (zm. 1989)
- 1907 – Mychajło Dobrianski-Demkowycz, ukraiński historyk, dziennikarz, pisarz, działacz emigracyjny (zm. 2003)
- 1908 – Stanisław Petkiewicz, polski lekkoatleta, długodystansowiec, trener (zm. 1960)
- 1909:
  - Tadeusz Dominik, polski fitopatolog, mykolog (zm. 1980)
  - Norman Krasna, amerykański reżyser, scenarzysta i producent filmowy (zm. 1984)
  - Stanisław Sroka, polski polityk, minister gospodarki komunalnej, prezydent Poznania (zm. 1967)
  - Sadao Yamanaka, japoński reżyser filmowy (zm. 1938)
- 1910:
  - Bolesław Budelewski, polski żołnierz AK i NZW, uczestnik podziemia antykomunistycznego (zm. 1948)
  - Dmitrij Czesnokow, radziecki filozof, dziennikarz, polityk (zm. 1973)
  - Edmund Leach, brytyjski antropolog społeczny (zm. 1989)
- 1911:
  - Frankie DelRoy, amerykański kierowca wyścigowy, mechanik, konstruktor samochodów (zm. 1978)
  - Johannes Hassebroek, niemiecki funkcjonariusz nazistowski, zbrodniarz wojenny (zm. 1977)
  - Hans Pesser, austriacki piłkarz, trener (zm. 1986)
  - Ángeles Santos Torroella, hiszpańska malarka, graficzka (zm. 2013)
  - Władysław Zachariasiewicz, polski działacz Polonii amerykańskiej (zm. 2016)
- 1912 – Ernst Lehner, niemiecki piłkarz, trener (zm. 1986)
- 1913:
  - Albert Camus, francuski pisarz, laureat Nagrody Nobla (zm. 1960)
  - Anatolij Guriewicz, rosyjski szpieg (zm. 2009)
  - Michaił Sołomiencew, rosyjski polityk, premier Rosyjskiej FSRR (zm. 2008)
- 1914:
  - Gabino Arregui, argentyński piłkarz (zm. 1991)
  - R.A. Lafferty, amerykański pisarz science fiction (zm. 2002)
- 1915:
  - Philip Morrison, amerykański fizyk (zm. 2005)
  - Roman Szewczyk, polski historyk (zm. 1952)
- 1916 – Galaktion Alpaidze, radziecki generał porucznik pochodzenia gruzińskiego (zm. 2006)
- 1917:
  - Lew Kerbel, rosyjski rzeźbiarz pochodzenia żydowskiego (zm. 2003)
  - Dmitrij Polanski, radziecki polityk (zm. 2001)
  - Helen Suzman, południowoafrykańska polityk (zm. 2009)
  - Asan Tajmanow, rosyjski matematyk pochodzenia kazachskiego (zm. 1990)
- 1918:
  - Billy Graham, amerykański ewangelista przebudzeniowy, teolog, antropolog, publicysta (zm. 2018)
  - Bogumił Korombel, polski inżynier, ekonomista (zm. 2008)
  - Franciszek Maurer, polski architekt (zm. 2010)
- 1919:
  - Maurice d’Haese, belgijski pisarz (zm. 1981)
  - Jerzy Jesionowski, polski pisarz (zm. 1992)
  - Antonina Kłoskowska, polska socjolog (zm. 2001)
  - Tamara Konstantinowa, radziecka lotniczka wojskowa (zm. 1999)
- 1920:
  - Ignacio Eizaguirre, hiszpański piłkarz, bramkarz, trener (zm. 2013)
  - Elaine Morgan, brytyjska scenarzystka, pisarka, feministka (zm. 2013)
  - Marianna Popiełuszko, matka Jerzego (zm. 2013)
  - Stefan Weinfeld, polski pisarz, publicysta, scenarzysta komiksowy (zm. 1990)
- 1921:
  - Jack Fleck, amerykański golfista (zm. 1914)
  - Horst Viedt, niemiecki oficer Wehrmachtu i Armii Czerwonej, działacz antynazistowski (zm. 1945)
- 1922:
  - Edmund Cieślak, polski historyk (zm. 2007)
  - Andrzej Fenrych, polski nauczyciel, polityk, senator RP (zm. 2008)
  - Al Hirt, amerykański trębacz jazzowy, kierownik zespołu (zm. 1999)
- 1923:
  - Alfred Kantor, czeski malarz (zm. 2003)
  - Halina Mickiewiczówna, polska śpiewaczka operowa (sopran koloraturowy) (zm. 2001)
  - Adela Styczyńska, polska filolog angielska, profesor nauk humanistycznych (zm. 2018)
- 1924:
  - Serafín Luis Alberto Cartagena Ocaña, hiszpański duchowny katolicki, wikariusz apostolski Zamora en Ecuador
  - Kim Ji-sung, południowokoreański piłkarz (zm. 1982)
  - Gino Latilla, włoski piosenkarz (zm. 2011)
  - Janusz Paszyński, polski geograf, uczestnik powstania warszawskiego (zm. 2020)
- 1925:
  - Mieczysław Stański, polski historyk, wykładowca akademicki (zm. 2011)
  - William Wharton, amerykański pisarz (zm. 2008)
- 1926 – Joan Sutherland, australijska śpiewaczka operowa (sopran) (zm. 2010)
- 1927:
  - Kazimierz Danilewicz, polski rzeźbiarz (zm. 2013)
  - Michał Gazda, polski aktor (zm. 1969)
  - Hiroshi Yamauchi, japoński przedsiębiorca (zm. 2013)
- 1928:
  - Herbert Flam, amerykański tenisista (zm. 1980)
  - Julian Musielak, polski matematyk (zm. 2020)
  - Richard G. Scott, amerykański inżynier nuklearny, duchowny Kościoła Jezusa Chrystusa Świętych w Dniach Ostatnich (zm. 2015)
  - Edmund Sterna, polski bosman, uczestnik podziemia antykomunistycznego (zm. 1952)
  - Dimityr Stojanow, bułgarski polityk (zm. 1999)
  - Jerzy Wielicki, polski malarz (zm. 1996)
  - Norton Zinder, amerykański biolog (zm. 2012)
- 1929:
  - Eric Kandel, austriacko-amerykański neurobiolog pochodzenia żydowskiego, laureat Nagrody Nobla
  - Paul Matteoli, francuski kolarz szosowy i torowy (zm. 1988)
  - Wiesław Müller, polski historyk (zm. 2020)
  - Giennadij Ułanow, rosyjski polityk (zm. 2018)
- 1930:
  - Greg Bell, amerykański lekkoatleta, skoczek w dal (zm. 2025)
  - Kazimierz Dziewanowski, polski pisarz, dziennikarz, podróżnik, dyplomata (zm. 1998)
- 1931:
  - Ángel Guastella, argentyński rugbysta, trener, działacz sportowy (zm. 2016)
  - Gloria LeRoy, amerykańska aktorka
  - Zofia Ostrowska-Kębłowska, polska historyk sztuki, wykładowczyni akademicka (zm. 2010)
  - Aldemar dos Santos, brazylijski piłkarz (zm. 1977)
- 1932:
  - Alfio Fontana, włoski piłkarz (zm. 2005)
  - Ann-Marie Gyllenspetz, szwedzka aktorka (zm. 1999)
  - Siegfried Herrmann, niemiecki lekkoatleta, średnio- i długodystansowiec (zm. 2017)
  - Vladimir Volkoff, francuski pisarz, oficer wywiadu pochodzenia rosyjskiego (zm. 2005)
- 1933
  - Ryszard Dąbrowski, polski duchowny rzymskokatolicki, a następnie starokatolicki, ksiądz infułat oraz wieloletni kanclerz kurii biskupiej Kościoła Polskokatolickiego w RP (zm. 2018)
  - Andrzej Górny, polski architekt, pisarz, krytyk literacki i teatralny (zm. 2021)
- 1934:
  - Kazimierz Modzelewski, polski polityk, poseł na Sejm RP (zm. 2011)
  - Barbara Szabat, polska historyk, wykładowczyni akademicka
- 1935:
  - Lubomír Beneš, czeski twórca filmów animowanych (zm. 1995)
  - Billy Green Bush, amerykański aktor
  - Judy Parfitt, brytyjska aktorka
- 1936:
  - Al Attles, amerykański koszykarz, trener (zm. 2024)
  - Jerzy Misiurek, polski duchowny katolicki, teolog (zm. 2021)
  - Grzegorz Moryciński, polski malarz (zm. 2015)
  - Mykoła Winhranowski, ukraiński pisarz (zm. 2004)
- 1937:
  - Alberto Maria Careggio, włoski duchowny katolicki, biskup Ventimiglia-San Remo
  - Marcin Herbst, polski hydrolog, koszykarz (zm. 2022)
  - Roman Piętka, polski duchowny neounicki, archimandryta, marianin, filolog (zm. 2011)
  - Jerzy Zass, polski aktor (zm. 2022)
- 1938:
  - Lucyna Arska, polska piosenkarka (zm. 2021)
  - Anna Grabińska-Łoniewska, polska profesor mikrobiologii, biotechnolog (zm. 2021)
  - Jim Kaat, amerykański baseballista
  - Sigitas Tamkevičius, litewski duchowny katolicki, arcybiskup kowieński
- 1939:
  - Martin Davidson, amerykański reżyser, scenarzysta i producent filmowy
  - Asłan Dżarimow, rosyjski polityk, prezydent Adygei, dyplomata
  - Uładzimir Jahorau, białoruski polityk (zm. 2016)
  - Stanisław Orzechowski, polski duchowny katolicki (zm. 2021)
  - Olegário Tolóí de Oliveira, brazylijski piłkarz, trener (zm. 2024)
- 1940:
  - Kazimierz Dera, polski dyplomata (zm. 1999)
  - Giovanni Maria Flick, włoski prawnik, polityk
  - Stanisław Mazuś, polski malarz
  - Klaas Nuninga, holenderski piłkarz
- 1941:
  - Maria Kaliszewska-Drozdowska, polska biolog (zm. 2003)
  - Marieke Sanders-ten Holte, holenderska nauczycielka, polityk
  - Angelo Scola, włoski duchowny katolicki, arcybiskup Mediolanu, kardynał
- 1942:
  - Tony Jackson, amerykański koszykarz (zm. 2005)
  - Henryk Klata, polski ekonomista, polityk, poseł na Sejm RP
  - Stanisław Makowiecki, polski zapaśnik (zm. 2015)
  - Jean Shrimpton, brytyjska aktorka, modelka
  - André Vingt-Trois, francuski duchowny katolicki, arcybiskup Paryża, kardynał (zm. 2025)
  - Urszula Wich, polska ekonomistka, profesor nauk ekonomicznych (zm. 2024)
- 1943:
  - Boris Gromow, rosyjski generał
  - Nasirdin Isanow, kirgiski polityk, premier Kirgistanu (zm. 1991)
  - Kang Bong-chil, północnokoreański piłkarz
  - Krystian Lupa, polski reżyser teatralny, scenograf, grafik, dramaturg, tłumacz, pedagog
  - Joni Mitchell, kanadyjska piosenkarka
  - Michael Spence, amerykański ekonomista, laureat Nagrody Banku Szwecji im. Alfreda Nobla w dziedzinie ekonomii
- 1944:
  - Ottaviano Del Turco, włoski związkowiec, polityk, minister finansów, eurodeputowany, prezydent Abruzji (zm. 2024)
  - Harry Hestad, norweski piłkarz, trener
  - Luigi Riva, włoski piłkarz (zm. 2024)
  - Bob Windle, australijski pływak
- 1945:
  - Witold Adamek, polski operator, reżyser i scenarzysta filmowy (zm. 2017)
  - Vladimír Macura, czeski pisarz, literaturoznawca, krytyk literacki, tłumacz (zm. 1999)
  - Kwasi Owusu, ghański piłkarz (zm. 2020)
- 1946:
  - Brian Beirne, amerykański prezenter radiowy
  - Nikołaj Chromow, rosyjski trener boksu
  - Daniela Giordano, włoska modelka, aktorka (zm. 2022)
  - Jerzy Schejbal, polski aktor
- 1947:
  - Margaret Ball, amerykańska pisarka
  - Keiko Hama, japońska siatkarka
  - Gëzim Kame, albański aktor reżyser i dyrektor teatralny
  - Ron Leavitt, amerykański scenarzysta i producent filmowy (zm. 2008)
  - Holmes Osborne, amerykański aktor
  - Ruhakana Rugunda, ugandyjski polityk, premier Ugandy
  - Ryszard Rumianek, polski duchowny katolicki, teolog (zm. 2010)
  - Henryk Szlajfer, polski politolog, ekonomista, wykładowca akademicki pochodzenia żydowskiego
- 1948:
  - Garrett M. Brown, amerykański aktor, scenarzysta, reżyser teatralny
  - Antônio Augusto Dias Duarte, brazylijski duchowny katolicki, biskup pomocniczy Rio de Janeiro
  - Adam Halber, polski dziennikarz, polityk, poseł na Sejm RP (zm. 2015)
  - Iwan Jarygin, rosyjski zapaśnik (zm. 1997)
  - Łukasz Pijewski, polski aktor
  - Alex Ribeiro, brazylijski kierowca wyścigowy
- 1949:
  - Annika Åhnberg, szwedzka pracowniczka socjalna, polityk, minister rolnictwa (zm. 2025)
  - Aishwarya, królowa Nepalu (zm. 2001)
  - Guillaume Faye, francuski dziennikarz, pisarz, polityk (zm. 2019)
  - Joachim (Jowczewski), macedoński biskup prawosławny
  - Marek Pawłowski, polski kierowca, pilot i sędzia rajdowy, działacz motoryzacyjny (zm. 2018)
  - Su Pollard, brytyjska piosenkarka, aktorka
- 1950:
  - Vladislav Bogićević, serbski piłkarz, trener
  - Lindsay Duncan, szkocka aktorka
  - Taki Fiti, maecedoński ekonomista, polityk pochodzenia arumuńskiego
  - Alojzy Szymański, polski meliorant, profesor nauk technicznych
- 1951:
  - Barbara Czekalla, niemiecka siatkarka
  - Christo Iliew, bułgarski siatkarz
  - Christa Klaß, niemiecka działaczka społeczna i samorządowa, polityk
  - Nela Obarska, polska aktorka, śpiewaczka operetkowa
  - Jim O’Brien, amerykański koszykarz
  - Sorin Oprescu, rumuński chirurg, wykładowca akademicki, samorządowiec, burmistrz Bukaresztu
  - Marek Panas, polski piłkarz ręczny, trener
  - Marián Servátka, słowacki językoznawca
  - Stefan Sofijanski, bułgarski ekonomista, polityk, samorządowiec, tymczasowy premier Bułgarii, burmistrz Sofii
- 1952:
  - Franco Bonanini, włoski polityk
  - David Petraeus, amerykański generał
  - Karin Riis-Jørgensen, duńska prawnik, polityk
- 1953:
  - Krystyna Chmiel, polska zoolog, profesor nauk rolniczych
  - Aleksandr Romankow, rosyjski florecista
  - Łukasz Wylężałek, polski reżyser filmowy i teatralny, scenarzysta
- 1954:
  - Robin Beck, amerykańska piosenkarka
  - Kamal Hassan, indyjski aktor
- 1955:
  - Samir Bannout, amerykański kulturysta
  - King Kong Bundy, amerykański wrestler, aktor, stand-uper (zm. 2019)
  - Jerzy Dominik, polski aktor, reżyser dubbingu (zm. 2019)
  - Norbert Eder, niemiecki piłkarz (zm. 2019)
  - Alicja Kledzik, polska pianistka, pedagog
  - Janusz Pindera, polski dziennikarz i komentator sportowy
  - Joan Planellas i Barnosell, hiszpański duchowny katolicki, arcybiskup Tarragony
  - Detlef Ultsch, niemiecki judoka
- 1956:
  - Tomáš Julínek, czeski lekarz, polityk
  - Jonathan Palmer, brytyjski kierowca wyścigowy
  - Rickey Parkey, amerykański bokser (zm. 2024)
- 1957:
  - Kathy McMillan, amerykańska lekkoatletka, skoczkini w dal
  - John Rink, amerykański pianista, pedagog
- 1958:
  - Krzysztof Kilian, polski menedżer, polityk, minister łączności
  - Dmitrij Kozak, rosyjski prawnik, polityk
- 1959:
  - John Anderson, irlandzki piłkarz
  - Alexandre Guimarães, kostarykański piłkarz, trener pochodzenia brazylijskiego
- 1960:
  - Sławomir Kałuziński, polski generał pilot
  - Linda Nagata, amerykańska pisarka science fiction
  - Alexander Sample, amerykański duchowny katolicki, arcybiskup metropolita Portland
  - Tommy Thayer, amerykański gitarzysta, członek zespołu Kiss
- 1961:
  - Siarhiej Alejnikau, białoruski piłkarz, trener
  - Arūnas Bubnys, litewski historyk
  - Igor Glek, niemiecki szachista, trener, działacz i dziennikarz szachowy pochodzenia rosyjskiego
  - Mark Hateley, angielski piłkarz
  - Robert Kwiatkowski, polski przedsiębiorca, polityk, poseł na Sejm RP
  - Minczo Paszow, bułgarski zapaśnik (zm. 2019)
- 1962:
  - Giovanni Caprara, włoski trener siatkarski
  - Gao E, chińska strzelczyni sportowa
  - Tracie Savage, amerykańska aktorka
  - Dirk Shafer, amerykański model, aktor, scenarzysta i reżyser filmowy (zm. 2015)
- 1963:
  - John Barnes, jamajski piłkarz, trener
  - Franck Dubosc, francuski aktor, komik, scenarzysta
  - Sam Graves, amerykański polityk, kongresman
  - Todd McKee, amerykański aktor
- 1964:
  - Gabriela Olărașu, rumuńska szachistka
  - Michael Papajohn, amerykański baseballista, aktor, kaskader
  - Corrado Sanguineti, włoski duchowny katolicki, biskup Pawii
  - Shannon Whirry, amerykańska aktorka
- 1965:
  - Tomasz Merta, polski historyk, urzędnik państwowy (zm. 2010)
  - Juan Pablo Shuk, kolumbijski aktor
  - Thibault Verny, francuski duchowny katolicki, biskup pomocniczy Paryża
  - Sigrun Wodars, niemiecka lekkoatletka, biegaczka średniodystansowa
- 1966:
  - Piotr Czachowski, polski piłkarz
  - Urs Vescoli, szwajcarsko-australijski skeletonista
- 1967:
  - Steve DiGiorgio, amerykański muzyk, basista, kompozytor, wokalista, producent muzyczny
  - Oksana Fandera, rosyjsko-ukraińska aktorka
  - David Guetta, francuski didżej, producent muzyczny
  - Marc Hottiger, szwajcarski piłkarz
  - Sharleen Spiteri, szkocka wokalistka, członkini zespołu Texas
- 1968:
  - Antonella Bellutti, włoska kolarka szosowa i torowa, bobsleistka
  - Thorsten Legat, niemiecki piłkarz
  - Ignacio Padilla, meksykański pisarz, dziennikarz (zm. 2016)
  - Óttarr Proppé, islandzki muzyk, aktor, polityk
  - Ołeh Tiahnybok, ukraiński polityk nacjonalistyczny
  - Greg Tribbett, amerykański gitarzysta, członek zespołów Mudvayne i Hellyeah
  - Tom Waes, belgijski aktor, reżyser filmowy
- 1969:
  - Michelle Clunie, amerykańska aktorka
  - Nandita Das, indyjska aktorka
  - Tanya Dubnicoff, kanadyjska kolarka torowa
  - Hélène Grimaud, francuska pianistka
  - Sean Wilson, angielski żużlowiec
- 1970:
  - Josef Obajdin, czeski piłkarz
  - Marc Rosset, szwajcarski tenisista
  - Morgan Spurlock, amerykański reżyser i scenarzysta filmów dokumentalnych (zm. 2024)
- 1971:
  - Elvedin Beganović, bośniacki piłkarz, trener
  - Swietłana Bodricka, kazachska lekkoatletka, sprinterka
  - Zak Brown, amerykański kierowca wyścigowy, przedsiębiorca
  - Robin Finck, amerykański gitarzysta, członek zespołów Nine Inch Nails i Guns N’ Roses
  - Piotr Głuchowski, polski kulturysta, kaskader, aktor
  - Stephan Volkert, niemiecki wioślarz
- 1972:
  - Donna Fraser, brytyjska lekkoatletka, sprinterka
  - Jason London, amerykański aktor
  - Jeremy London, amerykański aktor
  - Hasim Rahman, amerykański bokser
  - Anna Tryc-Bromley, polska malarka i menedżerka kultury
- 1973:
  - Anita Błochowiak, polska polityk, poseł na Sejm RP
  - Kim Yoon-jin, koreańska aktorka
  - Martín Palermo, argentyński piłkarz
- 1974:
  - Monika Brewczak, polska wokalistka, multiinstrumentalistka, dyrygentka, chórmistrzyni, kompozytorka, pedagog, działaczka samorządowa
  - Gustavo Díaz, urugwajski piłkarz, trener pochodzenia hiszpańskiego
  - Brigitte Foster-Hylton, jamajska lekkoatletka, płotkarka
  - Christian Gómez, argentyński piłkarz
  - Igor Juričić, chorwacki siatkarz
  - Michelle Kelly, kanadyjska skeletonistka
  - Mari Paz Vega, hiszpańska torreadorka
  - Dienis Zubko, rosyjski piłkarz, trener
- 1975:
  - Marzouk Al-Otaibi, saudyjski piłkarz
  - Yann Goudy, francuski kierowca
  - Raphaël Haroche, francuski piosenkarz pochodzenia rosyjsko-argentyńskiego
  - Richard Hartmann, słowacki hokeista, trener
  - Sérgio Humberto, portugalski pedagog, samorządowiec, polityk, eurodeputowany
  - Eduardo Manglés, wenezuelski judoka.
  - Mike Mintenko, kanadyjski pływak
  - Adam Sierżęga, polski perkusista, autor tekstów, członek zespołów: Lost Soul, Armagedon, Azarath i Behemoth
- 1976:
  - Rob Caggiano, amerykański gitarzysta, producent muzyczny, inżynier dźwięku, członek zespołów: Anthrax, The Damned Things i Volbeat
  - Alberto Entrerríos, hiszpański piłkarz ręczny
  - Mariusz Kukiełka, polski piłkarz
  - Wojciech Olszak, polski klawiszowiec, kompozytor, muzyk sesyjny, producent muzyczny, realizator dźwięku
  - Angelos Pawlakakis, grecki lekkoatleta, sprinter
  - Mark Philippoussis, australijski tenisista pochodzenia grecko-włoskiego
- 1977:
  - Hu Binyuan, chiński strzelec sportowy
  - Andres Oper, estoński piłkarz
  - María Sánchez Lorenzo, hiszpańska tenisistka
  - Ville Vahalahti, fiński hokeista
- 1978:
  - Mohamed Aboutreika, egipski piłkarz
  - Rio Ferdinand, angielski piłkarz
  - Line Østvold, norweska snowboardzistka (zm. 2004)
  - Daniel Pawłowiec, polski dziennikarz, polityk, poseł na Sejm RP
  - Barry Robson, szkocki piłkarz
  - Jiří Štěpán, czeski historyk, polityk, hetman kraju kralovohradeckiego
  - Jan Vennegoor of Hesselink, holenderski piłkarz
- 1979:
  - Danny Fonseca, kostarykański piłkarz
  - Giorgi Gogszelidze, gruziński zapaśnik
  - Marcin Kindla, polski piosenkarz, kompozytor, autor tekstów
  - Otep Shamaya, amerykańska piosenkarka, autorka tekstów, poetka, malarka
  - Irina Sielutina, kazachska tenisistka
- 1980:
  - Sergio Almirón, argentyński piłkarz
  - Shannon Bahrke, amerykańska narciarka dowolna
  - Silvia Berger, austriacka narciarka alpejska
  - Katarzyna Białkowska, polska judoczka
  - Gervasio Deferr, hiszpański gimnastyk
  - Gela Saghiraszwili, gruziński zapaśnik
  - Alexandra Salmela, słowacka i fińska pisarka
  - Chaïne Staelens, holenderska siatkarka
  - Kim Willoughby, amerykańska siatkarka, koszykarka
  - Helena Zeťová, czeska piosenkarka (zm. 2024)
- 1981:
  - Gitte Aaen, duńska piłkarka ręczna
  - Xavier Kapfer, francuski siatkarz
  - Mikołaj Milcke, polski pisarz, dziennikarz, autor tekstów piosenek
  - Nicola Rodigari, włoski łyżwiarz szybki, specjalista short tracku
  - Lily Thai, amerykańska aktorka pornograficzna
  - Łukasz Żytko, polski koszykarz
- 1982:
  - Rafael Baena hiszpański piłkarz ręczny
  - Esha Deol, indyjska aktorka
  - Rick Malambri, amerykański aktor, tancerz, model
- 1983:
  - Adam DeVine, amerykański aktor, komik, scenarzysta, producent, piosenkarz
  - Ibson, brazylijski piłkarz
  - Joanna John, polska artystka audiowizualna, kompozytorka, projektantka
  - Eduardo Rubio, chilijski piłkarz
  - Patrick Thoresen, norweski hokeista
- 1984:
  - Mihkel Aksalu, estoński piłkarz, bramkarz
  - Jonathan Bornstein, amerykański piłkarz pochodzenia żydowsko-meksykańskiego
  - Serey Dié, iworyjski piłkarz
  - Monika Dikow, polska judoczka
  - La Lana, chorwacka piosenkarka, tancerka
  - Roberto Miña, ekwadorski piłkarz
  - Mamy Gervais Randrianarisoa, madagaskarski piłkarz
  - Natalija Trocenko, ukraińska sztangistka
  - Amelia Vega, dominikańska modelka, laureatka konkursu Miss Universe
  - Carl-Johan Westregård, szwedzki reżyser filmów i teledysków
  - Kateřina Zohnová, czeska koszykarka
- 1985:
  - Sebastian Aldén, szwedzki żużlowiec
  - Mark Bridge, australijski piłkarz
  - Darnell Jackson, amerykański koszykarz
  - Łukasz Kmita, polski urzędnik, polityk, wojewoda małopolski
- 1986:
  - Yurizan Beltran, amerykańska modelka i aktorka pornograficzna (zm. 2017)
  - Jérémy Cadot, francuski florecista
  - Dmytro Czyhrynski, ukraiński piłkarz
  - Julija Paratowa, ukraińska sztangistka
- 1987:
  - Mikołaj Getka-Kenig, polski historyk i historyk sztuki, muzealnik
  - Leonid Gierżoj, izraelsko-kanadyjski szachista
  - Hałyna Pundyk, ukraińska szablistka
  - Tatsuya Yamashita, japoński piłkarz
- 1988:
  - Ołeksandr Dołhopołow, ukraiński tenisista
  - Elsa Hosk, szwedzka modelka
  - Gani Lawal, amerykański koszykarz
  - Thomas Schneider, niemiecki lekkoatleta, sprinter
  - Tina Šutej, słoweńska lekkoatletka, tyczkarka
  - Tinie Tempah, brytyjski raper pochodzenia nigeryjskiego
- 1989:
  - Mame-Ibra Anne, francuski lekkoatleta, sprinter
  - Džiugas Bartkus, litewski piłkarz, bramkarz
  - Yukiko Ebata, japońska siatkarka
  - Sonny Gray, amerykański baseballista
  - Hillary Hurley, amerykańska siatkarka
  - Nadieżda Tołokonnikowa, rosyjska artystka, aktywistka polityczna
- 1990:
  - Daniel Ayala, hiszpański piłkarz
  - Agata Bykowska, polska aktorka
  - Symela Ciesielska, polska piłkarka
  - Matt Corby, australijski piosenkarz, muzyk, autor tekstów
  - David de Gea, hiszpański piłkarz, bramkarz
  - Rašid Mahalbašić, słoweński koszykarz pochodzenia bośniackiego
  - Veaceslav Posmac, mołdawski piłkarz
- 1991:
  - Elías Aguilar, kostarykański piłkarz
  - Jakub Bartkowski, polski piłkarz
  - Anne Gadegaard, duńska piosenkarka
  - Anna Gembicka, polska prawnik, polityk, poseł na Sejm RP
  - Denis Kramar, słoweński piłkarz
  - Jasmin Külbs, niemiecka judoczka
  - Felix Rosenqvist, szwedzki kierowca wyścigowy
- 1992:
  - Jürgen Damm, meksykański piłkarz pochodzenia niemieckiego
  - Laurens De Bock, belgijski piłkarz
  - Clinton Mata, belgijski piłkarz pochodzenia angolskiego
  - Agnès Raharolahy, francuska lekkoatletka, sprinterka
  - Goran Zakarić, bośniacki piłkarz
- 1993:
  - Alicja Biała, polska artystka wizualna, grafik
  - Jürgen Locadia, holenderski piłkarz
  - Łukasz Sówka, polski żużlowiec
- 1994:
  - Gervonta Davis, amerykański bokser
  - Kanako Murakami, japońska łyżwiarka figurowa
  - Konrad Nowak, polski piłkarz
  - Marina Wallner, niemiecka narciarka alpejska
- 1995:
  - Kryscijan Chienkiel, białoruski hokeista
  - Aleksandra Gaworska, polska lekkoatletka, sprinterka i płotkarka
- 1996:
  - Dea Herdželaš, bośniacka tenisistka
  - Lorde, nowozelandzka piosenkarka
  - Alibek Osmonov, kirgiski zapaśnik
  - Julianne Séguin, kanadyjska łyżwiarka figurowa
- 1997:
  - Dawid Bajew, rosyjski zapaśnik pochodzenia osetyjskiego
  - Martin Capuder, słoweński skoczek narciarski
  - Justyna Iskrzycka, polska kajakarka
  - Bradley de Nooijer, holenderski piłkarz
  - Elisha Owusu, francuski piłkarz pochodzenia ghańskiego
  - Elisabeth Raudaschl, austriacka skoczkini narciarska
  - Janni Reisenauer, austriacki skoczek narciarski
  - Celine Van Gestel, belgijska siatkarka
- 1998:
  - Khalifa Al-Hammadi, emiracki piłkarz
  - Kim Hong-joong, południowokoreański raper, wokalista, kompozytor, członek boysbandu Ateez
  - Clemens Leitner, austriacki skoczek narciarski
  - Arijanet Muric, kosowski piłkarz, bramkarz pochodzenia czarnogórskiego
  - Wojciech Muzyk, polski piłkarz, bramkarz
- 1999:
  - Dalano Banton, kanadyjski koszykarz
  - Oier Lazkano, hiszpański kolarz szosowy
- 2000:
  - Callum Hudson-Odoi, angielski piłkarz pochodzenia ghańskiego
  - Ajna Tiemirtasowa, kazachska zapaśniczka
- 2001:
  - John Jairo Alvarado, panamski piłkarz
  - Amybeth McNulty, irlandzko-kanadyjska aktorka
  - Andersson Ortiz, gwatemalski piłkarz
- 2002 – Julia Tervahartiala, fińska skoczkini narciarska
- 2003:
  - Milos Kerkez, węgierski piłkarz pochodzenia serbskiego
  - Lara McDonnell, irlandzka aktorka
  - Park Ji-hu, południowokoreańska aktorka
- 2004:
  - Kokomo Murase, japońska snowboardzistka
  - Maxi Oyedele, polski piłkarz pochodzenia nigeryjskiego

## Zmarli
- 1047 – Wilhelm, niemiecki duchowny katolicki, biskup Strasburga (ur. ?)
- 1225 – Engelbert I, niemiecki duchowny katolicki, arcybiskup Kolonii, hrabia Bergu, święty (ur. 1185/86)
- 1436 – Vilém Kostka z Postupic, czeski arystokrata, polityk, teoretyk i dowódca wojskowy (ur. ?)
- 1449 – Konrad von Erlichshausen, wielki mistrz krzyżacki (ur. ?)
- 1473 – Helena Paleolog, księżniczka bizantyńska, żona despoty Serbii Łazarza II (ur. 1431)
- 1478 – (lub 1479) Wincenty Kiełbasa, polski duchowny katolicki, biskup chełmiński, sekretarz królewski (ur. ok. 1425)
- 1497 – Filip II, książę Sabaudii (ur. 1438)
- 1550 – Jón Arason, islandzki duchowny katolicki, biskup Hólaru, poeta (ur. 1484)
- 1573 – Salomon Luria, rabin aszkenazyjski, kabalista (ur. 1510)
- 1575 – Aleksander Suchten, gdański alchemik, lekarz (ur. ok. 1520)
- 1579 – Kasper Bekiesz, węgierski magnat, dowódca wojskowy w służbie polskiej (ur. 1520)
- 1599 – Gaspare Tagliacozzi, włoski chirurg, anatom (ur. 1546)
- 1603 – Łukasz Kretkowski, polski szlachcic, polityk (ur. ?)
- 1620 – Janusz Radziwiłł, książę Świętego Cesarstwa Rzymskiego Narodu Niemieckiego, kasztelan wileński, podczaszy wielki litewski, starosta borysowski, pan na Dubinkach, Lichtenbergu, Słucku i Kopylu (ur. 1579)
- 1631 – Patrick Fleming, irlandzki franciszkanin, teolog, pisarz (ur. 1599)
- 1633 – Cornelius Drebbel, holenderski wynalazca (ur. 1572)
- 1644 – Jan Władysław Aleksandrowicz, polski szlachcic, polityk (ur. ?)
- 1657 – Mario Bettinus, włoski jezuita, astronom, matematyk, filozof (ur. 1582)
- 1665 – Wawrzyniec Gabler, gdański prawnik, poeta, sekretarz królewski (ur. 1604)
- 1666 – Johann Conrad Dannhauer, niemiecki teolog luterański, poeta (ur. 1603)
- 1678 – Erasmus Quellinus II, flamandzki malarz, rysownik (ur. 1607)
- 1692 – Kazimierz Julian Puchalski, polski szlachcic, polityk (ur. ?)
- 1710 – Ezechiel Spanheim, pruski dyplomata (ur. 1629)
- 1718 – Carlo Bichi, włoski kardynał (ur. 1639)
- 1742 – Aloys Thomas Raimund von Harrach, austriacki polityk, dyplomata (ur. 1669)
- 1761 – Stanisław Antoni Świdziński, polski szlachcic, pułkownik, polityk (ur. 1685)
- 1766 – Jean-Marc Nattier, francuski malarz (ur. 1685)
- 1773:
  - Hiacynt Casteñeda, hiszpański misjonarz, męczennik, święty (ur. 1743)
  - Wincenty Phạm Hiếu Liêm, wietnamski dominikanin, męczennik, święty (ur. ok. 1731)
- 1793 – Per Krafft (starszy), szwedzki malarz portrecista (ur. 1724)
- 1814:
  - Piotr Wu Gousheng, chiński męczennik i święty katolicki (ur. 1768)
  - Jan Holfeld, polski geodeta, wykładowca akademicki (ur. 1747)
- 1819 – Caleb Strong, amerykański prawnik, polityk (ur. 1745)
- 1823 – Rafael del Riego, hiszpański generał, polityk (ur. 1784/85)
- 1827 – Maria Teresa Habsburg, arcyksiężniczka austriacka, królowa Saksonii (ur. 1767)
- 1829 – Franciszek Siarczyński, polski duchowny katolicki, pijar, kaznodzieja, historyk, geograf, publicysta, edytor, tłumacz, poeta (ur. 1758)
- 1830 – Joseph Barbanègre, francuski generał (ur. 1772)
- 1835 – Carl Wilhelm Hahn, niemiecki przyrodnik (ur. 1786)
- 1839 – Emmanuele de Gregorio, włoski kardynał (ur. 1758)
- 1842 – Agostino Rivarola, włoski kardynał (ur. 1758)
- 1860 – Leopold Lažanský, czeski polityk (ur. 1808)
- 1861:
  - Aleksander Bielawski, polski inżynier, topograf, uczestnik powstania listopadowego, emigrant (ur. 1811)
  - Napoleon Iłłakowicz, polski malarz i dekorator (ur. 1811)
- 1862 – Bahadur Szah II, cesarz Mogołów w Indiach (ur. 1775)
- 1863 – Konstanty Rynarzewski, polski major, uczestnik powstania styczniowego (ur. 1823)
- 1865 – Mélesville, francuski dramaturg (ur. 1787)
- 1872 – Alfred Clebsch, niemiecki matematyk (ur. 1833)
- 1878 – Józef Kowalewski, polski filolog, orientalista, mongolista, encyklopedysta (ur. 1801)
- 1881 – Jerzy Jeschke, polski duchowny katolicki, biskup pomocniczy chełmiński (ur. 1808)
- 1882 – Julius Hübner, niemiecki malarz (ur. 1806)
- 1883 – Theodore Fitz Randolph, amerykański przedsiębiorca, polityk (ur. 1826)
- 1891 – Piotr Kaczorowski, polski malarz, konserwator obrazów (ur. 1826)
- 1896 – Adelbert Woelfl, niemiecki malarz (ur. 1823)
- 1898 – Maria Antonietta, księżniczka Królestwa Obojga Sycylii (ur. 1814)
- 1900 – Josef Schalk, austriacki pianista, dyrygent, pedagog (ur. 1857)
- 1901 – Li Hongzhang, chiński wojskowy, polityk, dyplomata (ur. 1823)
- 1903 – Rafał Łepkowski, polski ziemianin, działacz gospodarczy i samorządowy (ur. ok. 1821)
- 1907 – Jesus Garcia Corona, meksykański pracownik kolei, bohater narodowy (ur. 1881)
- 1908:
  - Butch Cassidy, amerykański rewolwerowiec (ur. 1866)
  - Sundance Kid, amerykański rewolwerowiec (ur. 1867)
- 1910:
  - Hugo Behrens, niemiecki lekarz, pisarz (ur. 1820)
  - Henryk Max, polski adwokat, polityk (ur. 1838)
  - Florencio Sánchez, urugwajski dramatopisarz, dziennikarz (ur. 1875)
- 1911 – Józef Kupczyk, polski artysta ludowy (ur. 1846)
- 1913:
  - Józef Cichy, śląski przedsiębiorca, działacz społeczny, polityk (ur. 1852)
  - Fedor Schuchardt, niemiecki psychiatra, specjalista medycyny sądowej (ur. 1848)
  - Alfred Russel Wallace, brytyjski biolog, przyrodnik, podróżnik (ur. 1823)
- 1914:
  - Marc Marie de Rotz, francuski duchowny katolicki, misjonarz (ur. 1840)
  - Leon Studziński, polski urzędnik samorządowy (ur. 1832)
  - Heinrich Vieter, niemiecki duchowny katolicki, misjonarz, biskup (ur. 1853)
- 1915 – Władysław Nowicki, polski podporucznik Legionów Polskich (ur. 1895)
- 1916 – Marie Heim-Vögtlin, szwajcarska lekarka (ur. 1845)
- 1917:
  - Themistokli Gërmenji, albański działacz narodowy, polityk (ur. 1871)
  - Wincenty Grossi, włoski duchowny katolicki, założyciel zgromadzenia Córek Oratorium, święty (ur. 1845)
- 1918:
  - Wojciech Kułakowski, polski podporucznik piechoty (ur. 1888)
  - Jerzy Sieradzki, polski student, obrońca Lwowa (ur. 1899)
- 1919 – Hugo Haase, niemiecki polityk (ur. 1863)
- 1920 – Roman Jabłoński, polski lekarz, sowiecki działacz komunistyczny i wojskowy (ur. 1893)
- 1921 – Fortunato de Selgas Albuerne, hiszpański historyk, archeolog, mecenas sztuki (ur. 1838)
- 1924 – Hans Thoma, niemiecki malarz, grafik (ur. 1839)
- 1928:
  - Mattia Battistini, włoski śpiewak operowy (baryton) (ur. 1856)
  - Árpád Tóth, węgierski poeta, tłumacz (ur. 1886)
- 1929 – Rajmund Baczyński, polski generał dywizji (ur. 1857)
- 1930:
  - Alexis Charost, francuski duchowny katolicki, arcybiskup Rennes, kardynał (ur. 1860)
  - Bolesław Mioduszewski, polski major lekarz (ur. 1887)
  - Alfonso Maria Mistrangelo, włoski duchowny katolicki, arcybiskup Florencji, kardynał (ur. 1852)
- 1932 – Stefan Schoengut-Strzemieński, polski laryngolog, działacz społeczny (ur. 1863)
- 1933:
  - Susan Laird, amerykańska pływaczka (ur. 1908)
  - Leo Motzkin, rosyjski polityk, działacz syjonistyczny pochodzenia żydowskiego (ur. 1867)
- 1934:
  - Eugeniusz Rodziewicz, polski generał dywizji (ur. 1872)
  - Teodor Sztekker, polski zapaśnik (ur. 1897)
- 1935:
  - Carl Holsøe, duński malarz (ur. 1863)
  - Adolfo Lozano Sidro, hiszpański malarz, ilustrator (ur. 1872)
- 1936:
  - Jerzy Rzewnicki, polski inżynier, porucznik rezerwy pilot (ur. 1900)
  - Stanisław Sierankiewicz, polski samorządowiec, burmistrz Jarosławia (ur. 1882)
- 1937:
  - Francis Garvan, amerykański prawnik, filantrop (ur. 1875)
  - Zygmunt Stefański, polski prawnik, dziennikarz, krytyk literacki, dyplomata (ur. 1875)
- 1939:
  - Andriej Argunow, radziecki polityk (ur. 1866)
  - Maksymilian Grochowski, polski duchowny katolicki, działacz polonijny w Niemczech (ur. 1869)
- 1940:
  - Paweł Kaleta, polski dziennikarz, działacz ruchu ludowego na Śląsku Cieszyńskim (ur. 1897)
  - Kazimierz Pochwalski, polski malarz (ur. 1855)
- 1941 – Emil Mika, polski działacz niepodległościowy na Orawie, folklorysta, zwany Orawskim Kolbergiem, więzień w KL Auschwitz (ur. 1896)
- 1942:
  - Aleksiej Czułkow, radziecki major pilot (ur. 1908)
  - Paweł Markiefka, polski działacz komunistyczny (ur. 1913)
  - Majrbiek Szeripow, czeczeński wojskowy, przywódca powstania antysowieckiego (ur. 1905)
- 1943 – Dwight Frye, amerykański aktor (ur. 1899)
- 1944:
  - Władimir Dawatc, rosyjski wojskowy, matematyk, wykładowca akademicki, wydawca, publicysta, działacz samorządowy, emigracyjny i kombatancko-wojskowy, pisarz (ur. 1883)
  - Hotsumi Ozaki, japoński dziennikarz, komunista (ur. 1901)
  - Janusz Różewicz, polski podporucznik, żołnierz AK, poeta (ur. 1918)
  - Richard Sorge, niemiecki dziennikarz, agent radzieckiego wywiadu (ur. 1895)
  - Hannah Szenes, węgierska poetka pochodzenia żydowskiego (ur. 1921)
- 1945 – Wołodymyr Synhałewycz, ukraiński prawnik, polityk (ur. 1875)
- 1946:
  - Stefania Łącka, polska nauczycielka, działaczka katolicka, Służebnica Boża (ur. 1914)
  - Julian Nowak, polski lekarz, bakteriolog, polityk, premier RP (ur. 1865)
  - Louis Otten, holenderski piłkarz (ur. 1883)
- 1947:
  - Chwiedar Iljaszewicz, białoruski poeta, dziennikarz, historyk (ur. 1910)
  - John Seely, brytyjski wojskowy, polityk (ur. 1868)
- 1949:
  - Niemir Bieliński, polski działacz komunistyczny, oficer GL, uczestnik powstania warszawskiego (ur. 1917)
  - Eugeniusz Kowalczyk, polski major pilot (ur. 1903)
- 1950 – Józef Chasyd, polski skrzypek pochodzenia żydowskiego (ur. 1923)
- 1951:
  - Wacław Łypacewicz, polski adwokat, polityk, poseł na Sejm RP (ur. 1871)
  - Frederick McEvoy, brytyjski kierowca wyścigowy, bobsleista (ur. 1907)
  - Alfred Pochopień, polski piłkarz (ur. 1917)
- 1952:
  - Filipos Karwelas, grecki gimnastyk (ur. 1877)
  - Wojciech Lorencowicz, polski działacz niepodległościowy 1918–1920, organizator i dowódca Kompanii Spiskiej oraz Tajnej Organizacji Wojskowej na Spiszu (ur. 1896)
- 1953:
  - Józef Cichecki, polski działacz społeczny i samorządowy, burmistrz Pruszkowa i Wołomina (ur. 1888)
  - Nina Selivanova, amerykańska historyk pochodzenia rosyjskiego (ur. 1886)
- 1954 – Chan Nak, kambodżański polityk, premier Kambodży (ur. 1892)
- 1956 – Jean-Pierre Pedrazzini, szwajcarsko-francuski fotoreporter (ur. 1927)
- 1957:
  - Hasui Kawase, japoński malarz, grafik (ur. 1883)
  - Leo Peter Kierkels, holenderski duchowny katolicki, przełożony generalny pasjonistów, arcybiskup, nuncjusz apostolskie (ur. 1882)
  - Wilfred Pallot, walijski hokeista na trawie (ur. 1884)
  - William Tarn, brytyjski historyk starożytności (ur. 1869)
- 1958 – Wacław Zdanowicz, polski aktor (ur. 1891)
- 1959:
  - Michael Karpovich, amerykański historyk, wykładowca akademicki pochodzenia rosyjskiego (ur. 1888)
  - Victor McLaglen, brytyjski bokser, aktor (ur. 1886)
- 1960 – Tadeusz Synowiec, polski piłkarz, trener, dziennikarz sportowy (ur. 1889)
- 1961:
  - Nikołaj Arczakow, radziecki podpułkownik pilot (ur. 1913)
  - Pierre Rivière, francuski duchowny katolicki, biskup Monako (ur. 1891)
  - Augustin Rösch, niemiecki jezuita, działacz antynazistowski (ur. 1893)
- 1962 – Eleanor Roosevelt, amerykańska pierwsza dama, publicystka (ur. 1884)
- 1963:
  - David Carnegie, brytyjski skeletonista (ur. 1901)
  - Djuanda Kartawidjaja, indonezyjski polityk, premier Indonezji (ur. 1911)
  - Stanisław Ossowski, polski socjolog, metodolog nauk społecznych, teoretyk kultury (ur. 1897)
- 1965:
  - Nikołaj Mielnicki, rosyjski pilot wojskowy, strzelec sportowy (ur. 1887)
  - Kazimierz Weryński, polski pułkownik artylerii (ur. 1894)
- 1966:
  - Curt Jahn, niemiecki generał (ur. 1892)
  - Karol Leszczyński, polski aktor (ur. 1899)
- 1967:
  - Edmund Chodyński, polski działacz socjalistyczny i niepodległościowy (ur. 1893)
  - John Nance Garner, amerykański polityk, wiceprezydent USA (ur. 1868)
  - František Lipták, słowacki taternik, działacz turystyczny, narciarz wysokogórski (ur. 1894)
  - Ian Raby, brytyjski kierowca wyścigowy (ur. 1921)
- 1968 – Aleksander Gelfond, rosyjski matematyk, wykładowca akademicki pochodzenia żydowskiego (ur. 1906)
- 1970:
  - Władysław Domagalski, polski działacz komunistyczny (ur. 1905)
  - Bruno Meriggi, włoski slawista, polonista (ur. 1927)
  - Herbert Plaxton, kanadyjski hokeista (ur. 1901)
- 1971:
  - Zdzisław Kieturakis, polski chirurg, wykładowca akademicki (ur. 1904)
  - Paweł Marek, polski działacz syndykalistyczny i anarchistyczny, publicysta (ur. 1902)
- 1973:
  - Czesław Dobek, polski prozaik, poeta, dziennikarz, emigrant (ur. 1910)
  - Tadeusz Faryna, polski chirurg-traumatolog dziecięcy (ur. 1923)
  - Janusz Gilewicz, polski chemik, wykładowca akademicki (ur. 1918)
  - Rudolf Pummerer, austriacko-niemiecki chemik, wykładowca akademicki (ur. 1882)
- 1974 – Konstantin Nowikow, radziecki polityk (ur. 1910)
- 1975:
  - Alfons Długosz, polski malarz, fotografik, pedagog, muzealnik (ur. 1902)
  - Piero Dusio, włoski piłkarz, kierowca wyścigowy, przedsiębiorca (ur. 1899)
  - Franciszek Zawadzki, polski kolarz szosowy, przedsiębiorca (ur. 1887)
- 1976 – Wivan Pettersson, szwedzka pływaczka (ur. 1904)
- 1977:
  - Fritjof Hillén, szwedzki piłkarz (ur. 1893)
  - James McDonald Vicary, amerykański ekspert w dziedzinie badań nad rynkiem (ur. 1915)
- 1978:
  - Jorge Carrera, ekwadorski poeta, polityk, dyplomata (ur. 1903)
  - Gene Tunney, amerykański bokser (ur. 1897)
- 1980:
  - Frank Duff, irlandzki urzędnik, Sługa Boży (ur. 1889)
  - Steve McQueen, amerykański aktor (ur. 1930)
  - Mieczysław Mieloch, polski działacz sportowy (ur. 1921)
- 1981:
  - Will Durant, amerykański historyk, filozof, pisarz (ur. 1885)
  - Jan Niewieczerzał, polski duchowny ewangelicko-reformowany, superintendent generalny (ur. 1914)
  - Andrew Sobczyk, amerykański matematyk, wykładowca akademicki pochodzenia polskiego (ur. 1915)
- 1982:
  - Nadia Léger, francuska malarka pochodzenia białoruskiego (ur. 1904)
  - Walentin Sokołow, rosyjski poeta, więzień polityczny, obrońca praw człowieka (ur. 1927)
- 1983:
  - Alfred Friendly, amerykański kapitan, agent wywiadu wojskowego (ur. 1911)
  - Umberto Mozzoni, włoski kardynał, nuncjusz apostolski (ur. 1904)
  - Germaine Tailleferre, francuska kompozytorka (ur. 1892)
- 1984 – Bogdan Szymkowski, polski aktor (ur. 1909)
- 1985:
  - Jan Brzeziński, polski aktor (ur. 1920)
  - Feliks Markowski, polski architekt, wykładowca akademicki (ur. 1902)
  - Ryszard Mrozowski, polski malarz i rzeźbiarz (ur. 1925)
  - Josef Rufer, austriacki teoretyk muzyki, krytyk muzyczny i pedagog (ur. 1893)
  - Friedrich Traugott Wahlen, szwajcarski polityk, prezydent Szwajcarii (ur. 1899)
- 1986:
  - Abdurrahim Buza, albański malarz, pedagog (ur. 1905)
  - Jadwiga Jarnuszkiewiczowa, polska historyk sztuki (ur. 1918)
  - Elżbieta Niewiadomska-Bogusławlewicz, polska aktorka, tancerka, choreografka (ur. 1918)
  - Tracy Pew, australijski basista, klarnecista (ur. 1957)
- 1987:
  - Arne Borg, szwedzki pływak (ur. 1901)
  - Bohumil Müller, czechosłowacki koordynator Świadków Jehowy (ur. 1915)
- 1989:
  - John Astley, walijski trener piłkarski (ur. 1909)
  - Andriej Borowych, radziecki generał pułkownik lotnictwa, polityk (ur. 1921)
  - Brunello Rondi, włoski reżyser i scenarzyta filmowy (ur. 1924)
  - Jan Skácel, morawski poeta, publicysta, tłumacz (ur. 1922)
- 1990:
  - Lawrence Durrell, brytyjski pisarz (ur. 1912)
  - Hugh MacLennan, kanadyjski pisarz (ur. 1907)
- 1991:
  - Piotr Kirsanow, radziecki marszałek lotnictwa (ur. 1919)
  - Marceli Najder, polski farmaceuta, polityk, działacz społeczny (ur. 1914)
  - Kazimierz Pussak, polski muzykolog, działacz społeczny i kulturalny, pedagog (ur. 1933)
  - Tom of Finland, fiński rysownik, malarz, ilustrator (ur. 1920)
  - Marian Tomzik, polski działacz komunistyczny, sędzia Sądu Najwyższego (ur. 1906)
- 1992:
  - Alexander Dubček, czechosłowacki polityk, I sekretarz KPCz (ur. 1921)
  - René Hamel, francuski kolarz szosowy (ur. 1902)
  - Włodzimierz Rutkowski, polski malarz (ur. 1915)
  - Zbigniew Stanisław Wyszyński, polski geolog, wykładowca akademicki (ur. 1916)
  - Richard Yates, amerykański pisarz, dziennikarz, scenarzysta filmowy (ur. 1926)
- 1993:
  - Gunnar Bull Gundersen, norweski prozaik, poeta, dramaturg, dziennikarz (ur. 1929)
  - Marian Sigmund, polski architekt wnętrz, scenograf (ur. 1902)
- 1994:
  - Wincenty Leszczyński, polski polityk, poseł na Sejm kontraktowy (ur. 1936)
  - Charles Mathiesen, norweski łyżwiarz szybki (ur. 1911)
  - Michał Mirski, polski literat, dziennikarz, publicysta, działacz komunistyczny pochodzenia żydowskiego (ur. 1902)
  - Zosima Paniew, radziecki polityk (ur. 1914)
  - Stanislas Reychan, brytyjski ceramik pochodzenia polsko-austriackiego (ur. 1897)
  - Jarosław Tarań, polski fotografik (ur. 1930)
- 1995:
  - Ann Dunham, amerykańska antropolog (ur. 1942)
  - John Patrick, amerykański dramaturg, scenarzysta filmowy (ur. 1905)
- 1996:
  - Andrzej Bączkowski, polski prawnik, polityk, minister pracy i polityki socjalnej (ur. 1955)
  - Sverre Kolterud, norweski dwuboista klasyczny (ur. 1908)
  - Nurdäulet Küzembajew, radziecki i kazachski polityk (ur. 1912)
- 1997 – Józef Waląg, polski duchowny katolicki (ur. 1910)
- 1998:
  - Ewa Jastrzębowska, polska aktorka (ur. 1942)
  - Władimir Mackiewicz, radziecki polityk, dyplomata (ur. 1909)
  - Kazimierz Śramkiewicz, polski malarz, pedagog (ur. 1914)
- 1999 – Primo Nebiolo, włoski działacz sportowy, przewodniczący IAAF (ur. 1923)
- 2000:
  - Ingrid Bernadotte, księżniczka szwedzka, królowa duńska (ur. 1910)
  - Kozaburo Yoshimura, japoński reżyser filmowy (ur. 1911)
- 2001:
  - Ze’ew Hadari, izraelski fizyk jądrowy, wykładowca akademicki (ur. 1916)
  - Sachiko Hidari, japońska aktorka, reżyserka filmowa (ur. 1930)
- 2002:
  - Rudolf Augstein, niemiecki dziennikarz, publicysta, wydawca (ur. 1923)
  - Charles Hambro, brytyjski przedsiębiorca, polityk (ur. 1930)
  - Peg Phillips, amerykańska aktorka (ur. 1918)
- 2003:
  - Donald Griffin, amerykański zoolog (ur. 1915)
  - Elżbieta Jagielska, polska aktorka (ur. 1931)
- 2004 – Howard Keel, amerykański aktor (ur. 1919)
- 2005 – Nobuhiko Hasegawa, japoński tenisista stołowy (ur. 1947)
- 2006:
  - Leo Linkovesi, fiński łyżwiarz szybki (ur. 1947)
  - Jean-Jacques Servan-Schreiber, francuski dziennikarz, polityk (ur. 1924)
- 2007 – Barbara Weber, polska socjolog, dziennikarka (ur. 1930)
- 2008:
  - Hidetaka Nishiyama, japoński karateka (ur. 1928)
  - Irmgard Praetz, niemiecka lekkoatletka, skoczkini w dal (ur. 1920)
- 2009:
  - Chris Harman, amerykański dziennikarz, filozof (ur. 1942)
  - May Nilsson, szwedzka narciarka alpejska (ur. 1921)
  - Leon Szyszko, polski generał brygady (ur. 1924)
  - Jan Tyszkiewicz, polski kompozytor, dziennikarz radiowy (ur. 1927)
- 2011:
  - Joe Frazier, amerykański bokser (ur. 1944)
  - Władysław Kasiński, polski koszykarz (ur. ?)
  - Jarosław Lewicki, polski pisarz, dziennikarz (ur. 1948)
  - Marie Ljalková, czeska pułkownik, strzelczyni wyborowa Armii Czerwonej, lekarka wojskowa (ur. 1920)
  - Andrea True, amerykańska aktorka pornograficzna, piosenkarka (ur. 1943)
  - Marek Wakarecy, polski muzyk, działacz społeczny i samorządowy (ur. 1951)
- 2012:
  - Carmen Basilio, amerykański bokser (ur. 1927)
  - Aleksandr Bierkutow, rosyjski wioślarz (ur. 1933)
- 2013:
  - Amparo Rivelles, hiszpańska aktorka (ur. 1925)
  - Manfred Rommel, niemiecki polityk (ur. 1928)
- 2014:
  - Krzysztof Fiałkowski, polski fizyk-teoretyk, wykładowca akademicki (ur. 1944)
  - Thomas Muckle, szkocki patolog, muzyk, winiarz (ur. 1931)
  - Torbjørn Sikkeland, norweski fizyk jądrowy, wykładowca akademicki (ur. 1914)
- 2015:
  - Gunnar Hansen, amerykański aktor (ur. 1947)
  - Icchak Nawon, izraelski polityk, prezydent Izraela (ur. 1921)
- 2016:
  - Leonard Cohen, kanadyjski poeta, prozaik, piosenkarz (ur. 1934)
  - Marcin Olejnik, polski logik, franciszkanin (ur. 1953)
  - Janet Reno, amerykańska prawnik, polityk, prokurator generalna (ur. 1938)
  - Andrzej Witold Szwarc, polski prawnik (ur. 1920)
  - Janusz Żełobowski, polski śpiewak operetkowy (ur. 1932)
- 2017:
  - Roy Halladay, amerykański baseballista (ur. 1977)
  - Brad Harris, amerykański aktor, kulturysta, kaskader, producent wykonawczy (ur. 1933)
  - Magdalena Mielnik, polska triathlonistka (ur. 1991)
  - Hans Schäfer, niemiecki piłkarz (ur. 1927)
- 2018:
  - José Fortunato Álvarez Valdéz, meksykański duchowny katolicki, biskup Gómez Palacio (ur. 1967)
  - Robert Brucato, amerykański duchowny katolicki, biskup pomocniczy Nowego Jorku (ur. 1931)
  - Dariusz Dekański, polski historyk (ur. 1961)
  - Francis Lai, francuski kompozytor muzyki filmowej (ur. 1932)
- 2019:
  - Ivica Maksimović, serbski wokalista i gitarzysta rockowy, aktor (ur. 1962)
  - Frank Saul, amerykański koszykarz (ur. 1924)
  - Krzysztof Stec, polski kolarz szosowy i przełajowy (ur. 1948)
- 2020:
  - Cándido Camero, kubański perkusista (ur. 1921)
  - Norm Crosby, amerykański aktor, komik (ur. 1927)
  - Jarosław Glinka, polski żużlowiec (ur. 1959)
  - Pierre Lataillade, francuski samorządowiec, polityk, eurodeputowany (ur. 1933)
  - Anicetus Bongsu Antonius Sinaga, indonezyjski duchowny katolicki, kapucyn, biskup Sibolga, arcybiskup metropolita Medan (ur. 1941)
- 2021:
  - Vladimir Kasaj, albański reżyser i scenarzysta filmowy (ur. 1951)
  - Krzysztof Włodzimierz Kasprzyk, polski fizyk, dziennikarz, dyplomata, polityk, współzałożyciel KOD (ur. 1948)
  - Carmen Laffón, hiszpańska malarka, rzeźbiarka figuratywna (ur. 1934)
  - Igor Nikulin, rosyjski lekkoatleta, młociarz (ur. 1960)
  - Enrique Rocha, meksykański aktor (ur. 1940)
  - Dean Stockwell, amerykański aktor (ur. 1936)
  - Bas van der Vlies, holenderski nauczyciel, polityk (ur. 1942)
- 2022:
  - Chryzostom II, cypryjski duchowny prawosławny, arcybiskup Cypru (ur. 1941)
  - Héctor Sabatino Cardelli, argentyński duchowny katolicki, biskup pomocniczy Rosario, biskup diecezjalny Concordia i San Nicolás de los Arroyos (ur. 1941)
  - Władysław Kustra, polski siatkarz (ur. 1955)
  - Siergiej Kuzniecow, rosyjski muzyk, kompozytor, autor tekstów, członek zespołu Łaskowyj Maj (ur. 1964)
  - Leslie Phillips, brytyjski aktor (ur. 1924)
  - Michaił Tyczyna, białoruski prozaik, poeta, krytyk literacki, literaturoznawca (ur. 1943)
- 2023:
  - Frank Borman, amerykański pułkownik lotnictwa, pilot wojskowy, astronauta (ur. 1928)
  - Krzysztof Jaślar, polski dziennikarz, satyryk, artysta kabaretowy (ur. 1947)
  - Roel Luynenburg, holenderski wioślarz (ur. 1945)
  - Jerzy Marchwiński, polski pianista, kameralista, pedagog muzyczny (ur. 1935)
  - Federico Sacchi, argentyński piłkarz, trener (ur. 1936)
  - Józef Wybieralski, polski hokeista na trawie, trener (ur. 1946)
- 2024:
  - Louis Gelineau, amerykański duchowny katolicki, biskup Providence (ur. 1928)
  - Marek Kulikowski, polski ginekolog, endokrynolog, profesor nauk medycznych (ur. 1945)